# Systenus curryi
Systenus curryi är en tvåvingeart som beskrevs av Daniel J. Bickel 1986. Systenus curryi ingår i släktet Systenus och familjen styltflugor. Inga underarter finns listade i Catalogue of Life.